# 八浜町
八浜町（はちはまちょう）は、岡山県児島郡にあった町。現在の玉野市の一部にあたる。

## 地理
- 山岳：十禅寺山、日向山、横尾山[2]
- 湖沼：児島湖[2]

## 歴史
- 1889年（明治22年）6月1日、町村制の施行により、児島郡八浜村、波知村、見石村が合併して村制施行し、玉井村（たまいそん[3] / たまいむら[4]）が発足[3][4]。旧村名を継承した八浜、波知、見石の3大字を編成[4]。
- 1898年（明治31年）1月1日、玉井村が八浜村に改称[1][2]。
- 1899年（明治32年）藤田組の児島湾干拓事業が開始され、屋井床、樫木漁業、養貝業に影響が表れた[2]。
- 1901年（明治34年）2月6日、町制施行し八浜町となる[1][2]。
- 1902年（明治35年）岡山県水産試験場開設[2]。
- 1903年（明治36年）4月1日、児島郡秀天村大字大崎を編入[1][2]。4大字となる[2]。
- 1906年（明治39年）4月1日、田井村字彌次郎谷外21字を編入[1][2]。
- 1955年（昭和30年）2月1日、玉野市に編入され廃止[1][2]。編入後、玉井市八浜町八浜・八浜町波知・八浜町見石・八浜町大崎となる[2]。

### 地名の由来
波知の浜が変じて八浜となったものか。

## 産業
- 漁業、農業、果樹（ナシ）[2]